# Supremacisme negre
El supremacisme negre (en anglès: Black supremacy) és un corrent de pensament racista que creu que la raça negra és superior i, per tant, ha de dominar a les altres races. Aquesta definició ha estat utilitzada pel centre legal per la pobresa del sud (en anglès: Southern Poverty Law Center) (SPLC), una organització estatunidenca de defensa dels drets civils, per descriure a diversos grups minoritaris que promouen aquesta ideologia en els Estats Units. Aquesta ideologia va aparèixer com una resposta al suprematisme blanc.